# Kobayr
Kobayr ( en armenio: Քոբայր; en georgiano: ქობაირი;) es un monasterio armenio del siglo XII, ubicado en el marz de Lorri. Su construcción se inició en 1171, bajo la égida de la rama bagrátida de los Kiurikián que reinaba en el Reino armenio de Lorri. El monasterio pasó luego a manos de los zakáridas y fue convertido de un monasterio apostólico armenio en un establecimiento de armenios calcedonios; el príncipe Chahenchah Zakariano se encuentra enterrado allí. En 1279, se erigió un campanario en el centro del complejo y albergó las tumbas de Mkhargryel Zakariano y de su esposa Vaneni.
La Iglesia pasó a la jurisdicción de la Iglesia apostólica armenia en el siglo XVII y reabrió sus puertas.
Los restos de la iglesia principal contienen frescos de Jesús, los Apóstoles, los Padres de la Iglesia y otras figuras cristianas. La mayoría de las inscripciones presentes en el complejo se encuentra redactada en georgiano.
Kobayt fue objeto de campañas de restauración financiadas por el Estado armenio y el apoyo de Italia.

## gallery

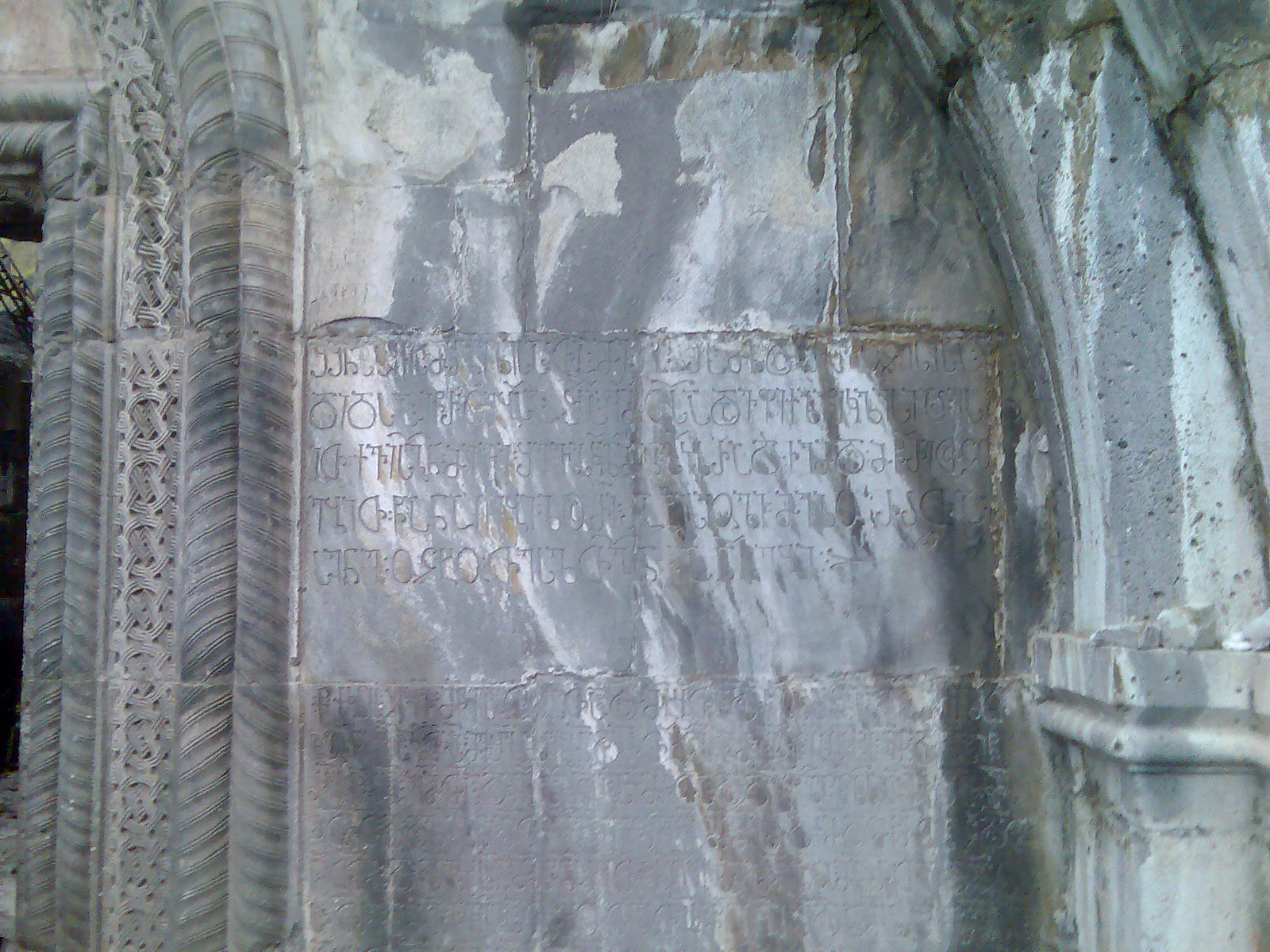
Inscripciones de Georgiano
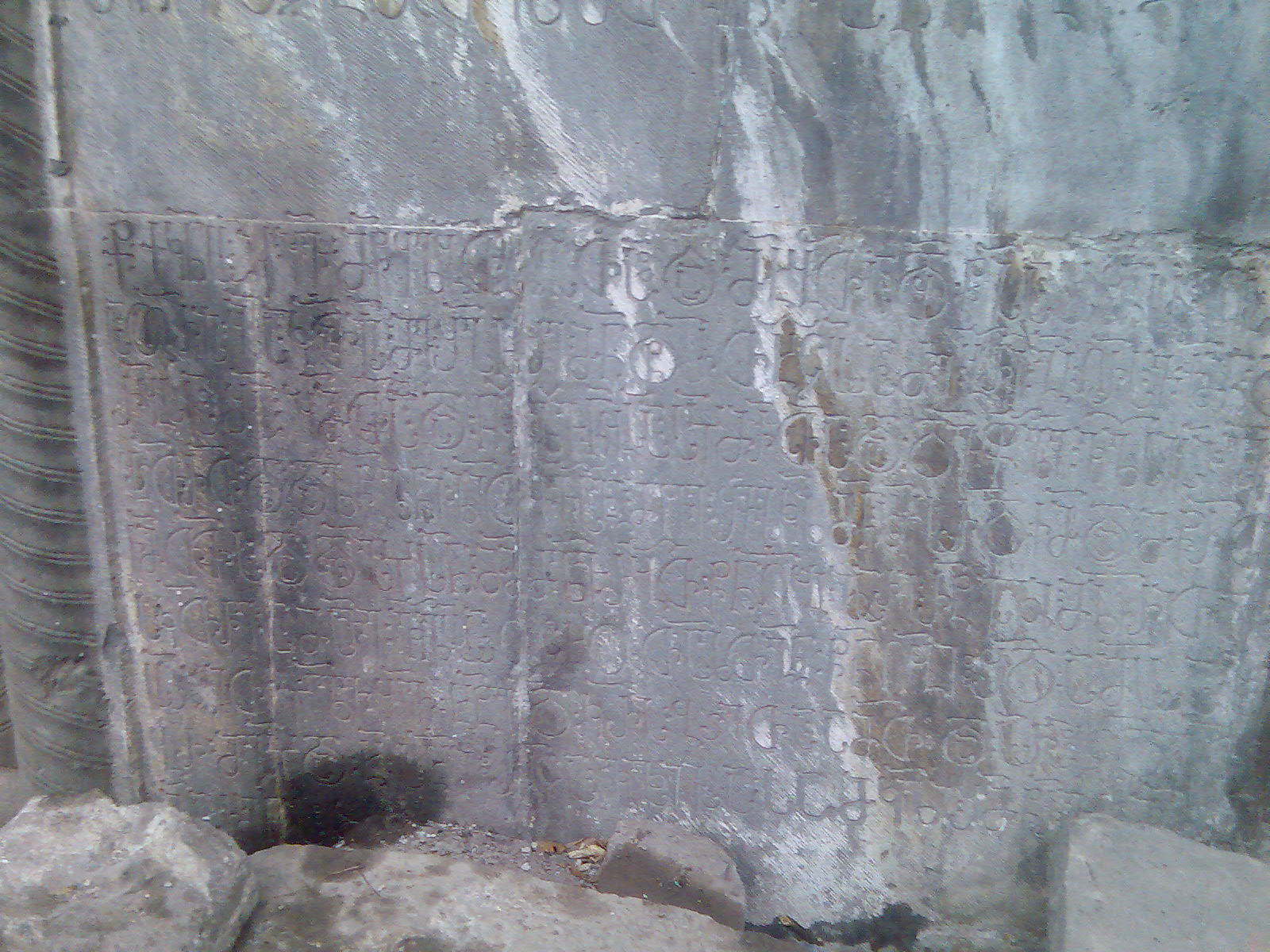
Inscripciones de Georgiano

1. ↑  Patrick Donabédian et Jean-Michel Thierry // Les arts arméniens // Éditions Mazenod, Paris, 1987 (ISBN 2-85088-017-5), p. 547